# Пирожная, Галина Николаевна
Галина Николаевна Пирожная (по мужу — Маликова; 23 мая 1929; Ленинград, СССР — 5 июля 2020) — советская и российская балерина, хореограф, педагог. Заслуженная артистка РСФСР (1957).

## Биография
Галина родилась 23 мая 1929 года в Ленинграде. Училась в Ленинградском хореографическом училище у А. Я. Вагановой (с августа 1941 по весну 1944 года вместе с училищем находилась в эвакуации в Молотове).
Окончила училище в 1947 году, после чего стала артисткой балета в Малом оперном театре. Исполняла разноплановые партии классического и современного репертуара.
В 1957 году для неё и А. С. Хамзина балетмейстер К. Ф. Боярский возобновил на сцене театра Grand pas из балета «Пахита».
В 1969 году покинула Малый театр, после чего до 1983 года работала педагогом-репетитором Ленинградского балета на льду.
Ушла из жизни 5 июня 2020 года.

## Театральные работы
- Эне («Весёлый обманщик») (1951, пост. Б. А. Фенстера);
- Франциска («Голубой Дунай») (1956, пост. Б. А. Фенстера);
- Фаншетта («Гаврош») (1958, пост. В. А. Варковицкого);
- Марютка («Сильнее любви») (1961, пост. В. А. Варковицкого);
- Миледи («Три мушкетёра») (1964, пост. Н. Н. Боярчикова);

а также Коппелия («Коппелия»), Медора («Корсар»), Одетта-Одиллия («Лебединое озеро»), властительница Ледяного царства («Сольвейг»), Девушка («Баллада о любви»).

## Издания
- Балет: энциклопедия. / Гл. ред. Ю. Н. Григорович.- М.: Советская энциклопедия, 1981.- 623 стр. с илл.
- Арсен Деген. Петербургский балет, 1903—2003: справочное издание : театры, артисты, балетмейстеры, педагоги, премьеры спектаклей. — Балтийские сезоны, 2003. — 404 с.[2]
- Иван Голубовский. Музыкальный Ленинград: 1917—1957. — Гос. музыкальное изд-во, 1958. — 536 с.[3]
- Екатерина Белова. Русский балет: энциклопедия. — Большая Российская энциклопедия; Согласие, 1997. — 640 с. — ISBN 978-5-85270-099-5.[4]